# Pędzą konie
"Pędzą konie" – pierwszy singel zespołu Golec uOrkiestra z albumu Golec uOrkiestra 3 wydany w 2002 roku.
Autorami tekstu są Olga i Rafał Golcowie, a kompozytorami Łukasz, Paweł i Rafał Golcowie. Piosenka w 2002 roku była notowana na liście przebojów programu trzeciego, gdzie zajęła 40 miejsce.

## Twórcy
- Tekst: Olga Golec, Rafał Golec
- Kompozytor: Łukasz Golec, Paweł Golec, Rafał Golec